# Список найбільших підприємств України за виторгом
Список найбільших підприємств України за виторгом

## 2023
За даними Державної служби статистики України за 2023 рік лідерами за виторгом в Україні були:
1. Українська мережа супермаркетів «АТБ-Маркет» (181,1 млрд грн);
2. Енергетична компанія D.TRADING (165,7 млрд грн);
3. Національна атомна енергогенеруюча компанія «Енергоатом» (153,8 млрд грн);
4. Національна акціонерна компанія «Нафтогаз України» (138,6 млрд грн);
5. Газопостачальна компанія «Нафтогаз Трейдинг» (119,8 млрд грн);
6. Публічне акціонерне товариство «Укрнафта» (95,2 млрд грн);
7. Акціонерне товариство «Укргазвидобування» (93,9 млрд грн);
8. Акціонерне товариство «Українська залізниця» (92,6 млрд грн);
9. Українська мережа супермаркетів «Сільпо-фуд» (84,7 млрд грн);
10. Національна енергетична компанія «Укренерго» (82,9 млрд грн).

## 2024
Найбільші за виторгом ритейлери:
1. АТБ-Маркет 181.09 млрд ₴, зростання 39.6%
2. Сільпо-фуд 84.73 млрд ₴, 18.53%
3. Фора 29.49 млрд ₴, 6.45%
4. Вест петрол маркет 27.69 млрд ₴, 6.05%
5. Комфі трейд 27.63 млрд ₴, 6.04%
6. Метро 25.55 млрд ₴, 5.59%
7. Розетка 25.46 млрд ₴, 5.57%
8. РУШ 21.00 млрд ₴, 4.59%
9. Омега 17.51 млрд ₴, 3.83%
10. Фудком 17.16 млрд ₴, 3.75%

Найбільші за виторгом енергетичні підприємства:
1. Д.Трейдінг 165.65 млрд₴, зростання 22.21%
2. Енергоатом 153.84 млрд₴, 20.63%
3. Нафтогаз Трейдинг 119.82 млрд₴, 16.06%
4. Укренерго 82.94 млрд₴, 11.12%
5. Нафтогаз України 55.69 млрд₴, 7.47%
6. Укргідроенерго 48.61 млрд₴, 6.52%
7. Київські енергетичні послуги 34.20 млрд₴, 4.59%
8. Дніпровські енергетичні послуги 31.66 млрд₴, 4.24%
9. ДТЕК Західенерго 30.97 млрд₴, 4.15%
10. Київська обласна енергопостачальна компанія 22.50 млрд₴, 3.02%